# Ángela Carrasco
Ángela Altagracia Carrasco Rodríguez (* 23. Januar 1951 – nach anderen Angaben 1945, 1950 oder 1954 – in Manzanillo/Dajabón) ist eine dominikanische Sängerin.
Carrasco wurde mit ihrem Vater und ihren Brüdern in den 1960er Jahren als Sängerin in der Dominikanischen Republik bekannt. 1972 ging sie nach Spanien, um Design zu studieren. Sie trat aber bald als Moderatorin einer Show bei der Televisión Española auf. Hier wurde der Sänger Camilo Sesto auf sie aufmerksam, der sie für die Rolle der María Magdalena in der Inszenierung von Jesucristo Superstar gewann, in der sie in Spanien bekannt wurde.
Mit dem Song No, no hay nadie más aus ihrem ersten Album erreichte sie erstmals die Spitze in den Charts. Weitere Erfolge hatte sie in Spanien und Lateinamerika mit Stücken wie Quererte a ti, Amigo mío cuenta conmigo, Calladas, Mi hombre und Ahora o nunca.
Daneben sang sie aber auch Partien wie die Elisa in My fair Lady, nahm mit Willy Chirino Caribe und mit Celia Cruz Candela auf, sang mit Juan Gabriel Libro abierto und hatte Erfolg mit der Pop-Ballade Boca rosa.

## Diskographie
- Sus 15 grandes éxitos, 1981
- La candela, 1989
- Boca rosa, 1990
- Ese hombre es, 1990
- Mejor de Angela Carrasco, 1990
- Mas grandes grandes éxitos de Angela Carrasco, 1991
- Piel canela, 1992
- Dos reines del Caribe, 1993
- Mis mejores canciones: 17 super éxitos, 1993
- Una produccion de Juan Gabriel, 1996
- Jesucristo Superstar, Soundtrack, 1998
- Canciones de amor, 2006
- Dama de Caribe